# 埃斯库萨尔
埃斯库萨尔，是西班牙安达卢西亚自治区格拉纳达省的一个市镇。总面积為46平方公里，
2001年普查人口總數為839人，人口密度為每平方公里18人。